# Camille Dimmer
Camille Dimmer, né le 20 avril 1939 à Clervaux et mort le 20 septembre 2023,, est un footballeur international et homme politique luxembourgeois. Il joue principalement en Belgique, et est sélectionné à 19 reprises en équipe nationale luxembourgeoise. Après sa carrière, il se lance dans la politique, et s'engage au Parti populaire chrétien social (CSV). Il est élu député de 1984 à 1994, et membre remplaçant de la délégation luxembourgeoise au Conseil de l'Europe.

## Carrière de footballeur
Camille Dimmer est international luxembourgeois dès ses 18 ans en 1957. En 1959, il arrive à Anderlecht, un club belge, où il est inclus dans le noyau de l'équipe réserve. Après une saison, il rejoint le Crossing Molenbeek, club évoluant en Division 3. Il remporte le titre dans sa série en 1962, permettant au club de monter en Division 2. Il fait partie de l'équipe luxembourgeoise qui atteint les quarts de finale du Championnat d'Europe 1964. Lors du match de retour du huitième de finale face aux Pays-Bas à Rotterdam le 30 octobre 1963, il marqua 2 buts et le Luxembourg gagnera 2-1 et se qualifie pour le quart de finale. En 1966, il met un terme à sa carrière de joueur professionnel et rentre au Luxembourg.

### Palmarès
- 1 fois champion de Belgique de troisième division en 1962 avec le Crossing Molenbeek.
- Quart-de-finaliste du Championnat d'Europe 1964 avec le Luxembourg.

## Carrière en politique
Après sa carrière sportive, Camille Dimmer se lance en politique, et s'affilie au Parti populaire chrétien social (CSV). Il est élu député en 1984 et siège jusqu'en 1994. Dans le même temps, il est membre de substitution dans la délégation luxembourgeoise à l'Assemblée parlementaire du Conseil de l'Europe. Il est également nommé Secrétaire Général du parti de 1990 à 1995. Après son mandat de député, il quitte la Chambre, et se voit offrir le titre de « membre honoraire ». Il est ensuite devenu le président de l'association des anciens députés.